# Giglio d'Oro
Le Giglio d'Oro est une récompense attribuée chaque année depuis 1974 au meilleur cycliste professionnel italien de l'année. Il est organisé par le Gruppo Toscano Giornalisti Sportivi de l'Unione Stampa Sportiva Italiana, la Région Toscane, la ville métropolitaine de Florence et la municipalité de Calenzano. Plusieurs autres prix sont attribués durant la cérémonie, notamment le Prix Franco Ballerini.
En 2013, le comité qui décerne le prix est composé de : Alfredo Martini, Paolo Bettini, Vasco Baroni, Saverio Carmagnini, Fabrizio Fabbri, Franco Calamai, Aldo Nina, Antonio Mannori, Franco Morabito, Duccio Moschella et Francesco Pancani.

## Récompenses
- Giglio d'Oro : meilleur cycliste professionnel italien de l'année
- Mémorial Gastone Nencini : révélation italienne de l'année
- Prix Gino Bartali : prix spécial
- Memorial Tommaso Cavorso : prix spécial
- Prix Franco Ballerini : meilleur cycliste professionnel international de l'année, puis prix international des anciennes gloires depuis 2016.
- Giglio Rosa : meilleure cycliste professionnelle italienne de l'année

Sont également récompensés le vainqueur du championnat d'Italie, du Tour d'Italie et le meilleur junior (moins de 19 ans).

## Palmarès
| Année | Giglio d'Oro         | Mémorial Gastone Nencini | Prix Gino Bartali          | Prix Franco Ballerini | Giglio Rosa                          |
| ----- | -------------------- | ------------------------ | -------------------------- | --------------------- | ------------------------------------ |
| 1974  | Francesco Moser      |                          |                            |                       |                                      |
| 1975  | Francesco Moser      |                          |                            |                       |                                      |
| 1976  | Francesco Moser      | Alfio Vandi              |                            |                       |                                      |
| 1977  | Francesco Moser      | Giuseppe Saronni         |                            |                       |                                      |
| 1978  | Francesco Moser      | Roberto Visentini        |                            |                       |                                      |
| 1979  | Francesco Moser      | Silvano Contini          |                            |                       |                                      |
| 1980  | Giuseppe Saronni     | Moreno Argentin          |                            |                       |                                      |
| 1981  | Giuseppe Saronni     | Emanuele Bombini         |                            |                       |                                      |
| 1982  | Giuseppe Saronni     | Giuseppe Petito          |                            |                       |                                      |
| 1983  | Francesco Moser      | Davide Cassani           |                            |                       |                                      |
| 1984  | Francesco Moser      | Ezio Moroni              |                            |                       |                                      |
| 1985  | Francesco Moser      | Alberto Volpi            |                            |                       |                                      |
| 1986  | Guido Bontempi       | Gianni Bugno             |                            |                       |                                      |
| 1987  | Moreno Argentin      | Maurizio Fondriest       |                            |                       |                                      |
| 1988  | Maurizio Fondriest   | Stefano Tomasini         |                            |                       |                                      |
| 1989  | Maurizio Fondriest   | Mario Cipollini          |                            |                       |                                      |
| 1990  | Gianni Bugno         | Massimiliano Lelli       |                            |                       |                                      |
| 1991  | Gianni Bugno         | Ivan Gotti               |                            |                       |                                      |
| 1992  | Claudio Chiappucci   | Davide Rebellin          |                            |                       |                                      |
| 1993  | Maurizio Fondriest   | Michele Bartoli          |                            |                       |                                      |
| 1994  | Claudio Chiappucci   | Francesco Casagrande     |                            |                       |                                      |
| 1995  | Francesco Casagrande | Leonardo Piepoli         |                            |                       |                                      |
| 1996  | Fabrizio Guidi       | Fabrizio Guidi           |                            |                       |                                      |
| 1997  | Michele Bartoli      | Alessandro Baronti       |                            |                       |                                      |
| 1998  | Michele Bartoli      | Paolo Bettini            |                            |                       |                                      |
| 1999  | Francesco Casagrande | Ivan Basso               |                            |                       |                                      |
| 2000  | Francesco Casagrande | Danilo Di Luca           | Alfredo Martini            |                       |                                      |
| 2001  | Davide Rebellin      | Franco Pellizotti        | Franco Ballerini           |                       |                                      |
| 2002  | Mario Cipollini      | Daniele Bennati          | Paolo Bettini              |                       |                                      |
| 2003  | Paolo Bettini        | Damiano Cunego           | Alessandro Petacchi        |                       |                                      |
| 2004  | Paolo Bettini        | Emanuele Sella           | Franco Ballerini           |                       |                                      |
| 2005  | Danilo Di Luca       | Danilo Napolitano        | Paolo Bettini              |                       |                                      |
| 2006  | Paolo Bettini        | Vincenzo Nibali          | Franco Ballerini           |                       |                                      |
| 2007  | Paolo Bettini        | Dario Cataldo            | Renato Di Rocco            |                       |                                      |
| 2008  | Davide Rebellin      | Francesco Ginanni        | Alessandro Ballan          |                       |                                      |
| 2009  | Giovanni Visconti    | Simone Antonini          | Rinaldo Nocentini          |                       |                                      |
| 2010  | Vincenzo Nibali      | Daniel Oss               | Giorgia Bronzini           | Fabian Cancellara     |                                      |
| 2011  | Giovanni Visconti    | Diego Ulissi             | Équipe paralympique        | Cadel Evans           |                                      |
| 2012  | Vincenzo Nibali      | Moreno Moser             | Dario Nardella             | Joaquim Rodríguez     |                                      |
| 2013  | Vincenzo Nibali      | Fabio Aru                | Marina Romoli              | Joaquim Rodríguez     |                                      |
| 2014  | Vincenzo Nibali      | Matteo Trentin           | Famille de Alfredo Martini | Michał Kwiatkowski    |                                      |
| 2015  | Vincenzo Nibali      | Niccolò Bonifazio        | Franco Vita                | Alejandro Valverde    |                                      |
| 2016  | Giacomo Nizzolo      | Gianni Moscon            | Davide Cassani             | Francesco Moser       |                                      |
| 2017  | Vincenzo Nibali      | Vincenzo Albanese        | Vittoria Guazzini          | Maurizio Fondriest    |                                      |
| 2018  | Elia Viviani         | Davide Ballerini         | Vittoria Guazzini          | Moreno Argentin       |                                      |
| 2019  | Elia Viviani         | Edoardo Affini           | Alberto Bettiol            | Franco Bitossi        |                                      |
| 2020  | Filippo Ganna        | Andrea Bagioli           | Marco Villa                | Giuseppe Saronni      |                                      |
| 2021  | Sonny Colbrelli      | Matteo Sobrero           | Marco Villa                | Giuseppe Saronni      |                                      |
| 2022  | Filippo Zana         | Antonio Tiberi           | Martina Fidanza            | Gianni Bugno          | Vittoria Guazzini                    |
| 2023  | Filippo Ganna        | Lorenzo Milesi           | Francesca Mannori          | Claudio Chiappucci    | Chiara Consonni                      |
| 2024  | Alberto Bettiol      | Giulio Pellizzari        | Francesca Mannori          | Francesco Casagrande  | Vittoria Guazzini et Chiara Consonni |